# Sender Buchserberg
Der Sender Buchserberg ist ein Sender auf dem Buchserberg bei Buchs SG. Er wird von Radio Liechtenstein, Radio FM1 und der SwissMediaCast AG für die Verbreitung von analogen  und digitalen Hörfunkprogrammen genutzt.

## Frequenzen und Programme

### Analoger Hörfunk (UKW)
| Sender              | Sendeleistung | Frequenz |
| ------------------- | ------------- | -------- |
| Radio Liechtenstein | 0,5 kW        | 89,2 MHz |
| Radio FM1           | 0,3 kW        | 99,1 MHz |

### Digitaler Hörfunk (DAB)
| Block                      | Programme | ERP (in kW) | Antennendiagramm rund (ND), gerichtet (D) | Gleichwellennetz (SFN) |
| -------------------------- | --- | ----------- | ----------------------------------------- | --- |
| 9B SMC_D03 O-CH; (SUI4202) | DAB-Block der SwissMediaCast: - Radio L (64 kbps DAB+) - Option Musique (64 kbps DAB+) - Couleur 3 (64 kbps DAB+) - Swiss Jazz (64 kbps DAB+) - Swiss Classic (64 kbps DAB+) - Freundes-Dienst (64 kbps DAB+) - Radio Gloria (64 kbps DAB+) - Energy St. Gallen (64 kbps DAB+) - Radio FM1 (64 kbit/s DAB+) - Radio Munot (64 kbps DAB+) - Virgin Rock (64 kbps DAB+) - GOAT Radio (64 kbit/s DAB+) - Thaalam Thamil 1 (64 kbit/s DAB+) | 1,0         | D                                         | - Appenzell Ausserrhoden: Herisau (Ramsen) - Graubünden: Valzeina (Mittagplatte) - St. Gallen: Altstätten (Hoher Kasten), Buchserberg (Hinterberg), Rüthi (Bismer), St. Gallen (Chirchli Peter und Paul), Strichboden, Wattwil (Chapf) - Schaffhausen: Altdorf (Ried), Osterfingen (Rossberg), Schaffhausen (Cholfirst), Schleitheim (Mattenhof-Birbiste) - Thurgau: Bischofszell Sitterdorf (Pierchäller), Mammern (Seehalde), Ottenberg, Sirnach (Sirnachberg Bärgholz), Weiningen (Haslibuck) - Deutschland: Konstanz (Fernmeldeamt) - Österreich: Bregenz (Pfänder) |